# Zwerchhaus

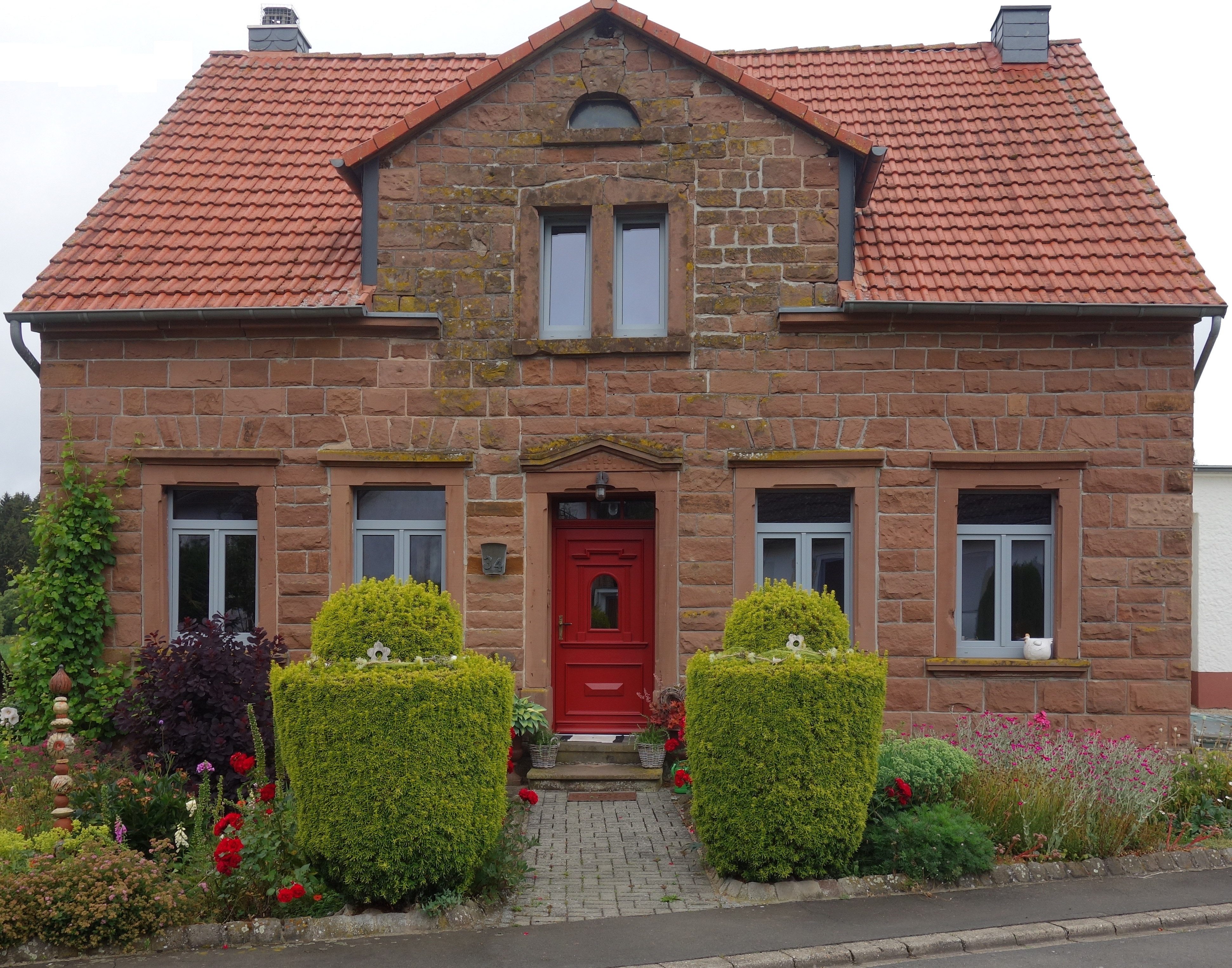
Eifeler Wohnhaus von 1919 mit Zwerchhaus

Das Zwerchhaus, auch Zwerghaus, Luchte, Lukarne und Zwerchgiebelhaus genannt, ist ein Aufbau an der Traufseite eines geneigten Daches, der einen Giebel und ein eigenes Dach besitzt. Die Bezeichnung rührt vom mittelhochdeutschen zwerch für „quer“ her, denn der First des Zwerchhauses liegt quer zum First des Hauptdaches (vgl. Zwerchfell). Zwerchhäuser kennzeichnet, dass sie direkt auf der Fassadenmauer oder dem Traufgesims bzw. in einer Flucht mit der Fassadenmauer stehen. Dadurch unterscheiden sie sich von Gauben, die unabhängig von den Außenwänden und der Traufe auf dem Dach positioniert sind.

## Beschreibung und Abgrenzung

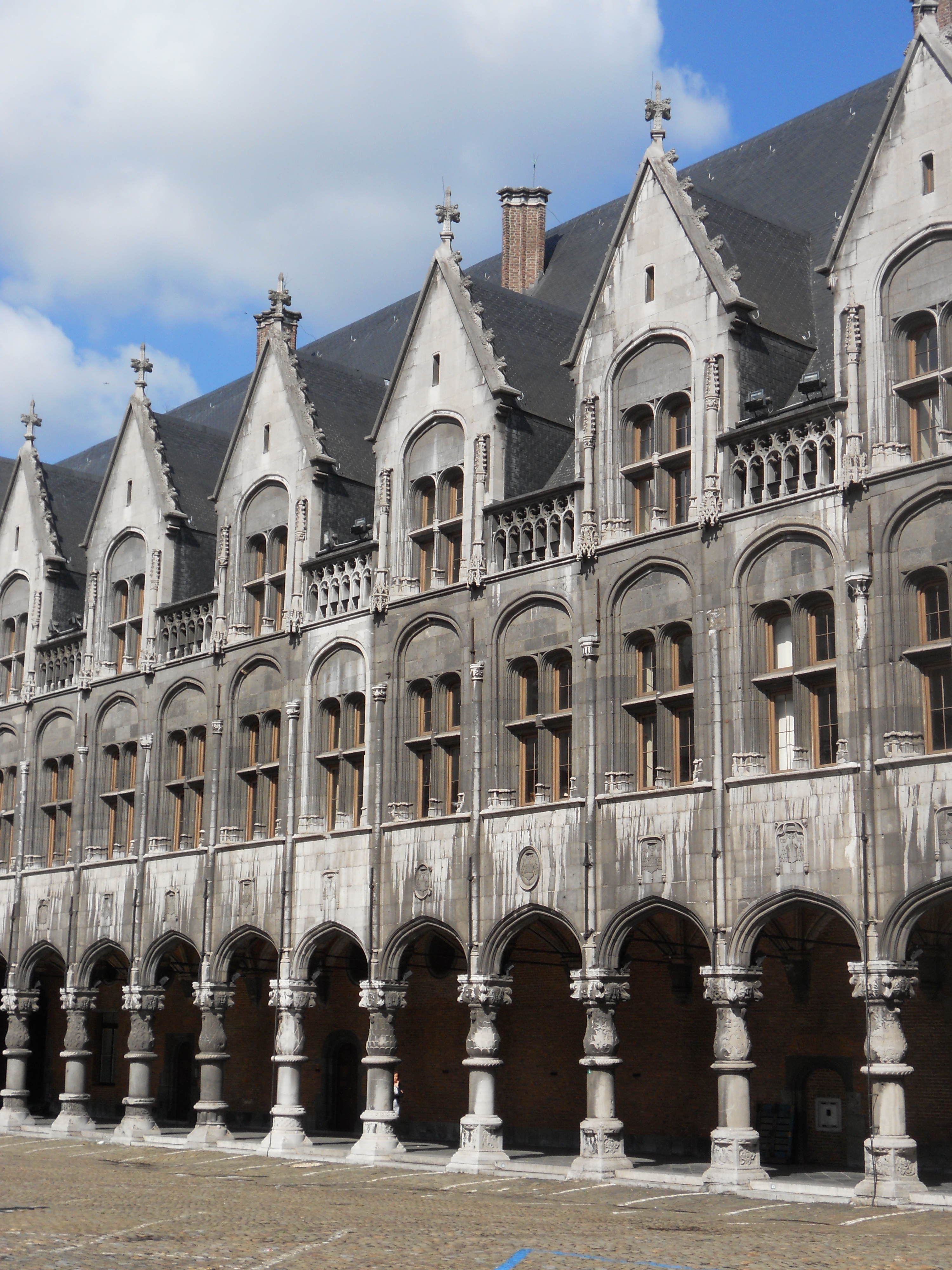
Lukarnen im Innenhof des Fürstbischöflichen Palais in Lüttich

Zwerchhäuser sind steinerne oder aus Fachwerk (seltener Holz) bestehende Dachaufbauten mit Fenstern, die meist in die Gliederung der darunterliegenden Fassade mit einbezogen sind, indem sie als einzelnes, akzentuierendes Bauteil eine bestimmte Partie des Gebäudes (meistens dessen Mitte) betonen oder die Fensterachsen der tiefer liegenden Geschosse nach oben fortführen. Sie verlängern die Fassade des Gebäudes und sind mit ihrem Giebelfeld Teil derselben. Dabei muss nicht jede Fensterachse auf diese Weise nach oben erweitert werden, manchmal finden sich diese Aufbauten auch nur in jeder zweiten Achse. Sie lockern den schweren Eindruck großer, gleichförmiger Dachflächen auf und vermitteln zwischen der langen Horizontalen des Dachs und vertikalen Formen. Reich dekorierte Zwerchhäuser zielten früher darüber hinaus auch als repräsentatives Zeichen auf Fernwirkung ab.
Der Giebel eines Zwerchhauses, Zwerchgiebel oder Zwerchhausgiebel genannt, nimmt Fenster zur Beleuchtung des dahinterliegenden Dachinnenraums auf und steht in der Flucht der Gebäudeaußenwand. Dies ist das grundlegende Kriterium zur Unterscheidung von einer Dachgaube, die gegenüber der Traufmauer zurückgesetzt ist. Zwerchgiebel können auch als selbständiges Architekturelement ohne Geschossaufbau auftreten. Sie unterscheiden sich vom Frontispiz aber durch ihre Lage, denn im Gegensatz zu einem Frontispiz ist ihre Position nicht auf den Mittelteil eines Gebäudes reduziert.
Das Dach ist bei Zwerchhäusern häufig als Satteldach ausgebildet, kann aber auch ein Walm- oder Zeltdach sein. Der First eines Zwerchdaches verläuft quer (zwerch) zum First des Hauptdachs. Entsprechend steht die Traufe des Zwerchdachs rechtwinkelig zum Hauptdach. Der First von Lukarnen ist in der Regel nicht bis zum First des Hauptdaches hochgezogen; dadurch unterscheidet sich das Zwerchdach vom Kreuzdach.
Die Breite von steinernen Lukarnen aus der Zeit des Barocks ist um ein Fünftel oder ein Sechstel geringer als die der unter ihnen in derselben Achse liegenden Fassadenfenster. Hölzerne Lukarnen waren schmaler und besaßen eine um 25 Prozent geringere Breite als die Fassadenfenster. Als Richtlinie für die Lukarnenhöhe galt im Barock die Maßgabe von 150 Prozent der Breite.
Zwerchhäuser weisen oft eine reich dekorierte Fenster- und Giebelrahmung in Form von Fialen, Kreuzblumen, Strebebögen, Säulenstellungen, Lisenen und Voluten auf. Bei mehrgeschossigen Zwerchhäusern besitzen diese oft eigene Gesimse. Der Giebel von barocken Lukarnen hat meist die Form eines Segmentbogens oder eines Rundbogens.

Einfenstrige Lukarnen
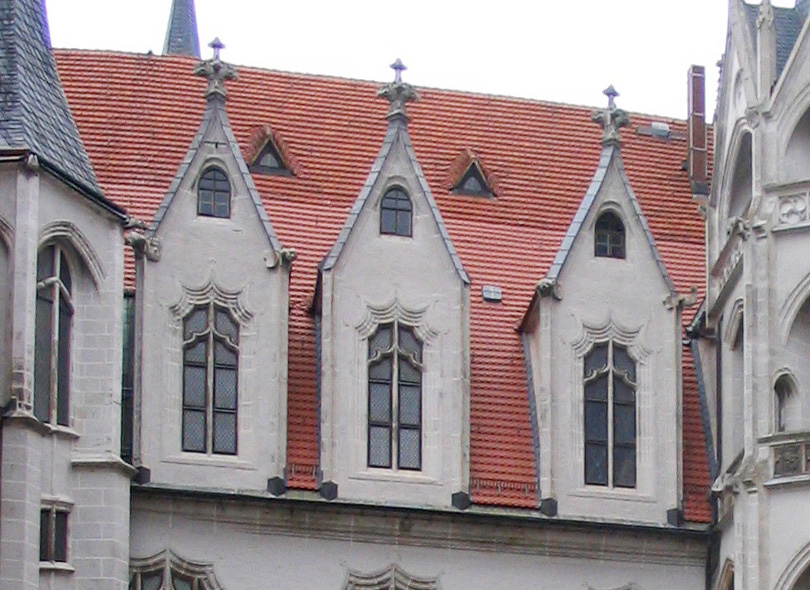
Lukarnen an der Hoffassade der Albrechtsburg in Meißen
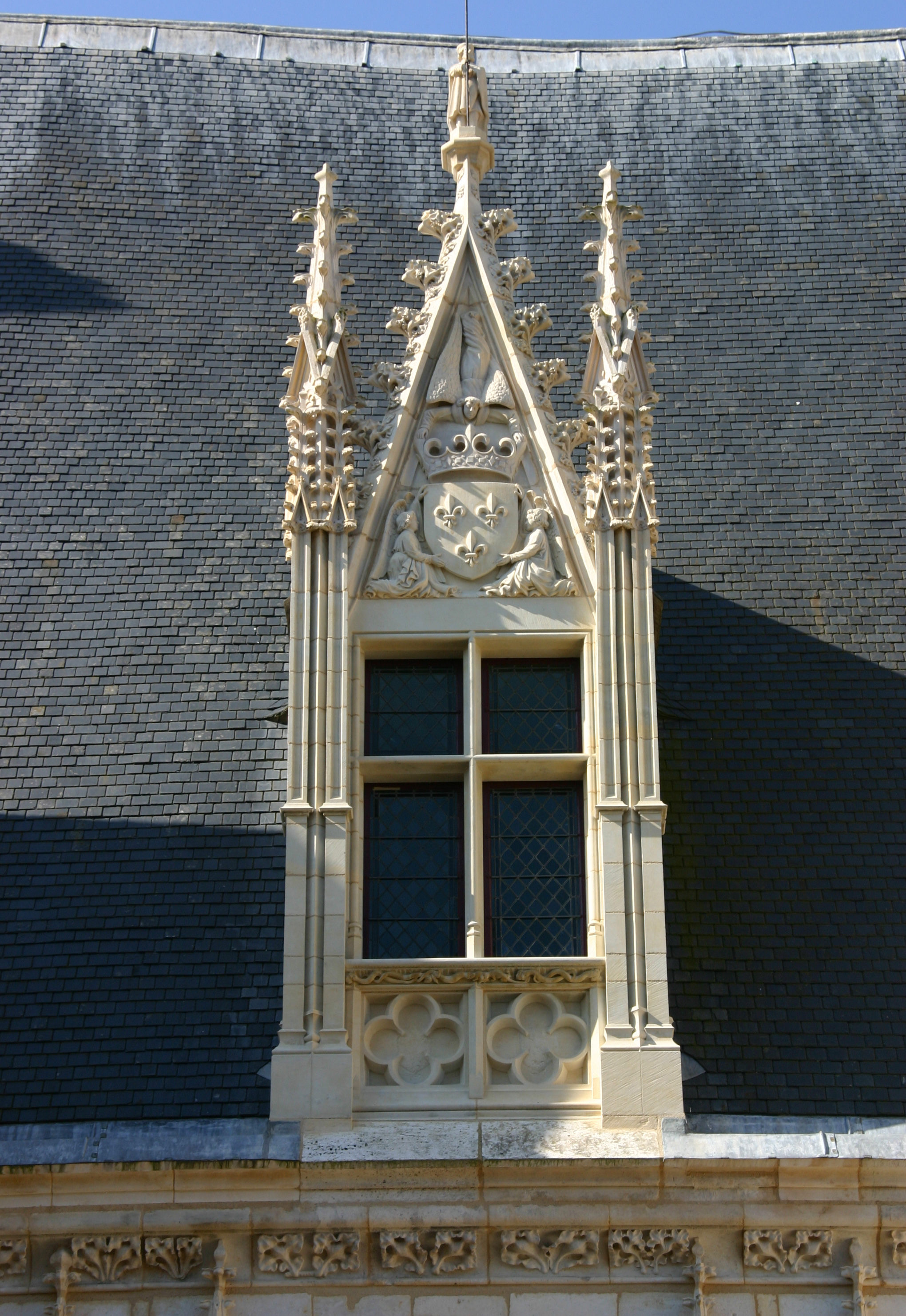
Lukarne am Palais Jacques-Cœur in Bourges
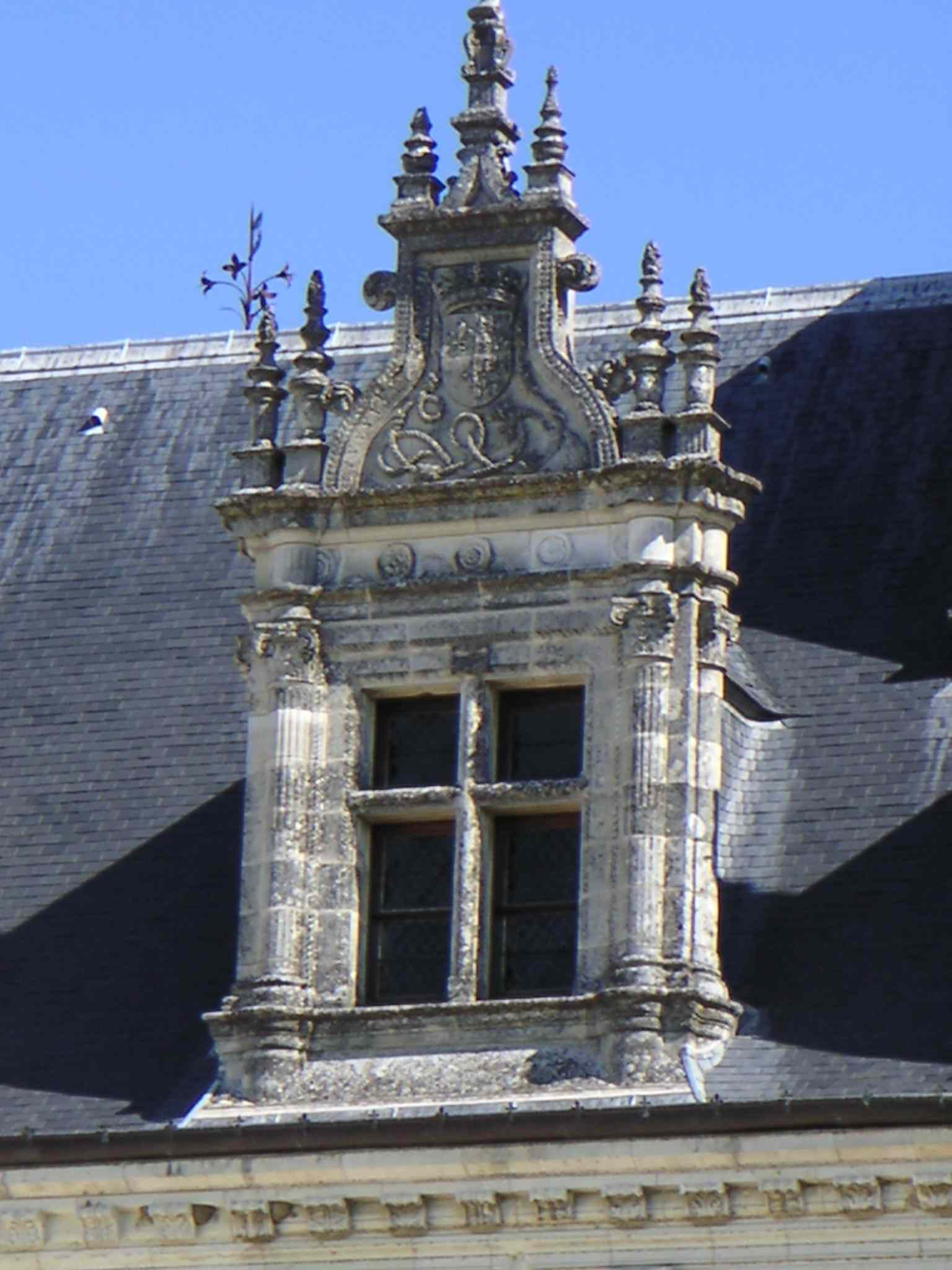
Lukarne am Schloss Amboise
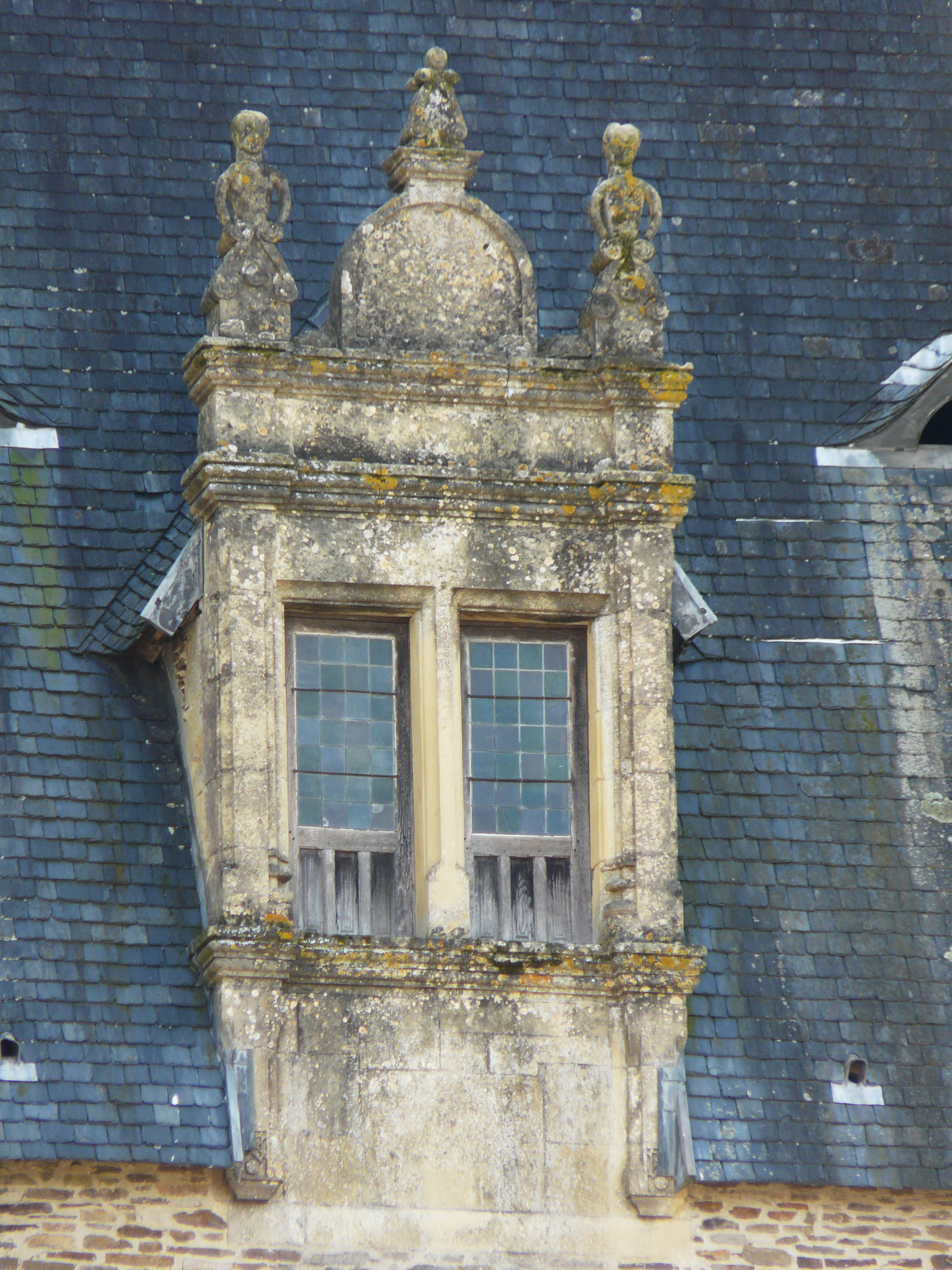
Lukarne mit zwei Fenstern am Schloss Jumilhac
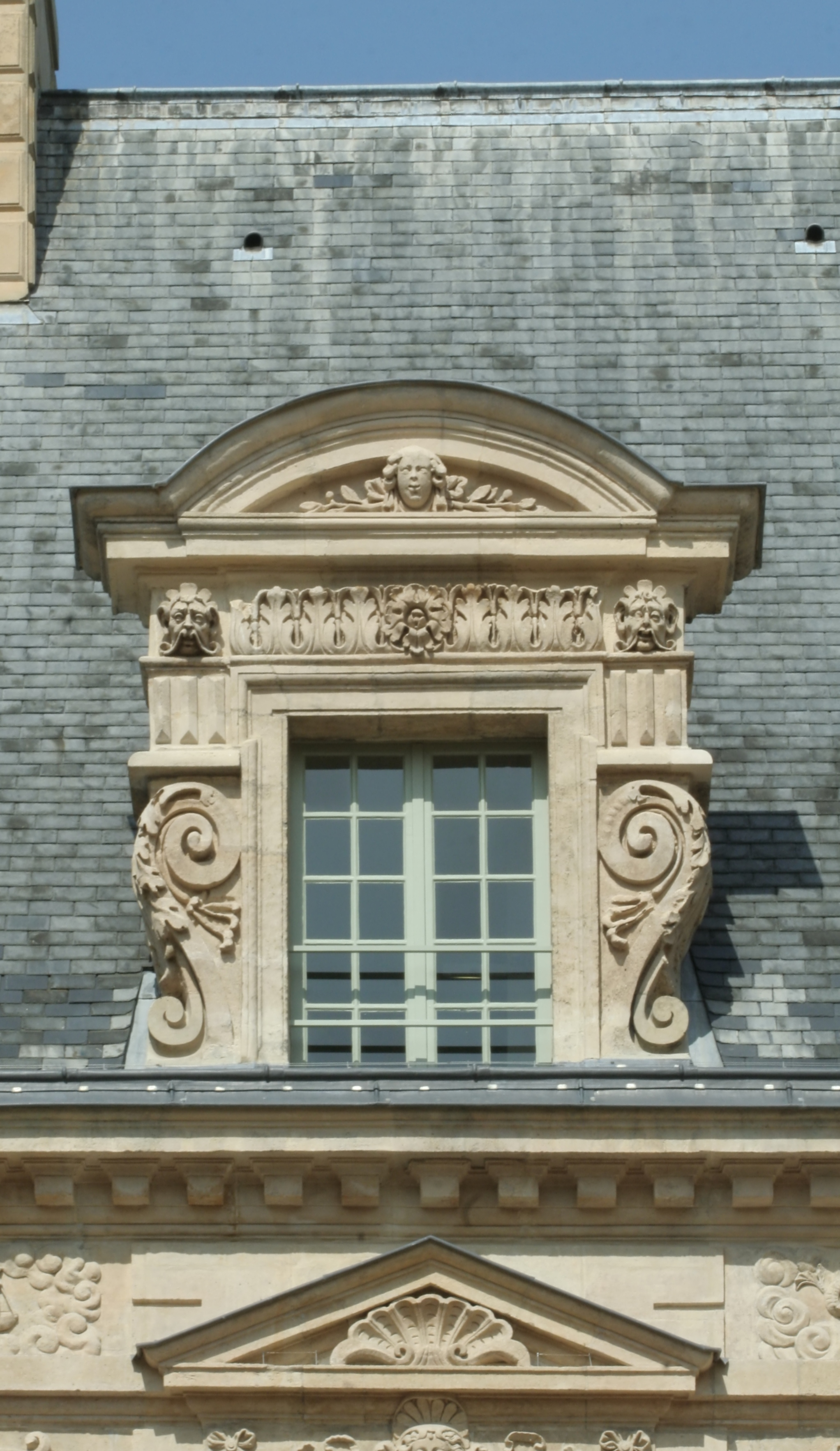
Lukarne am Hôtel de Sully in Paris
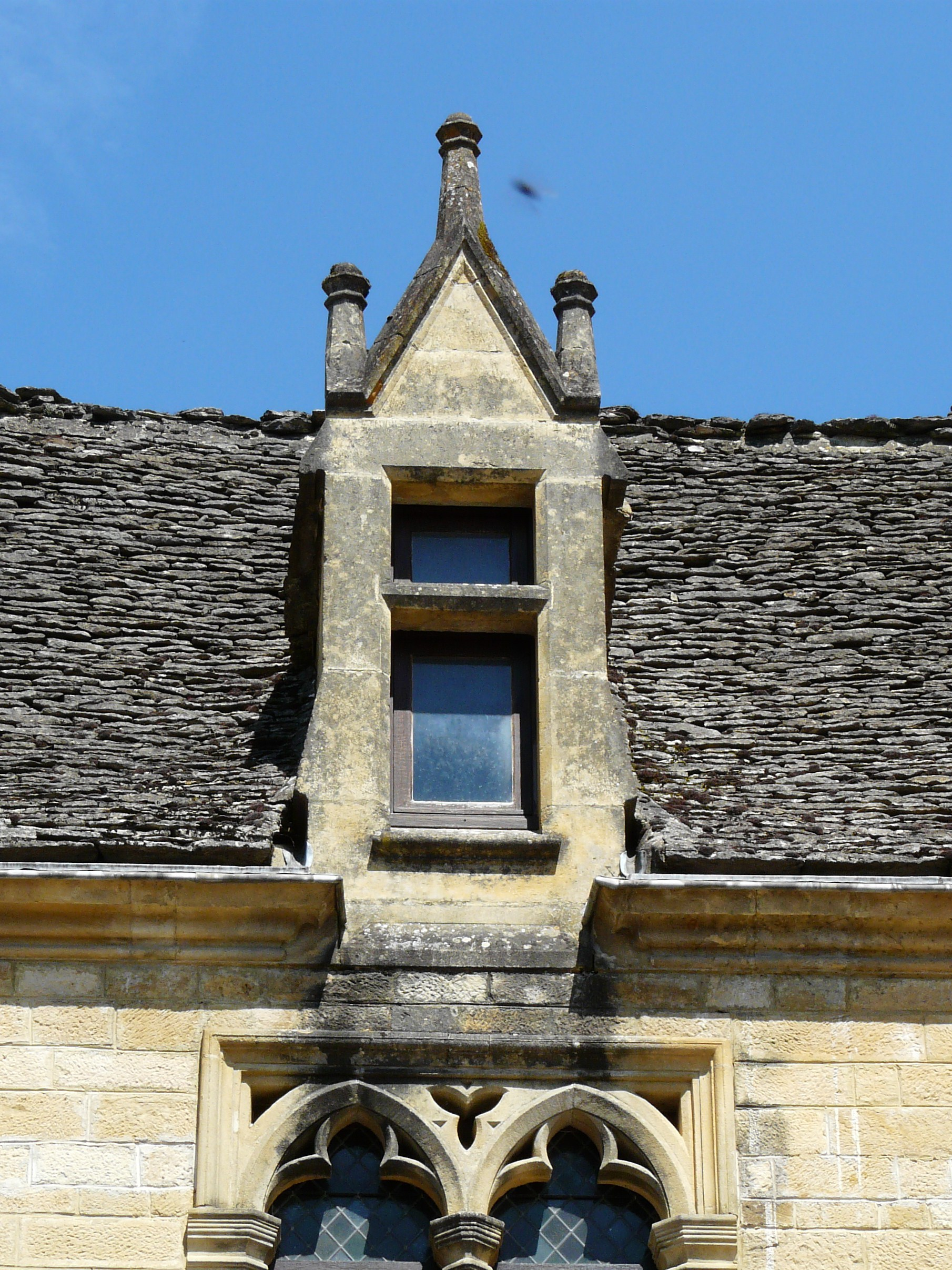
Lukarne am Schloss Saint-Geniès
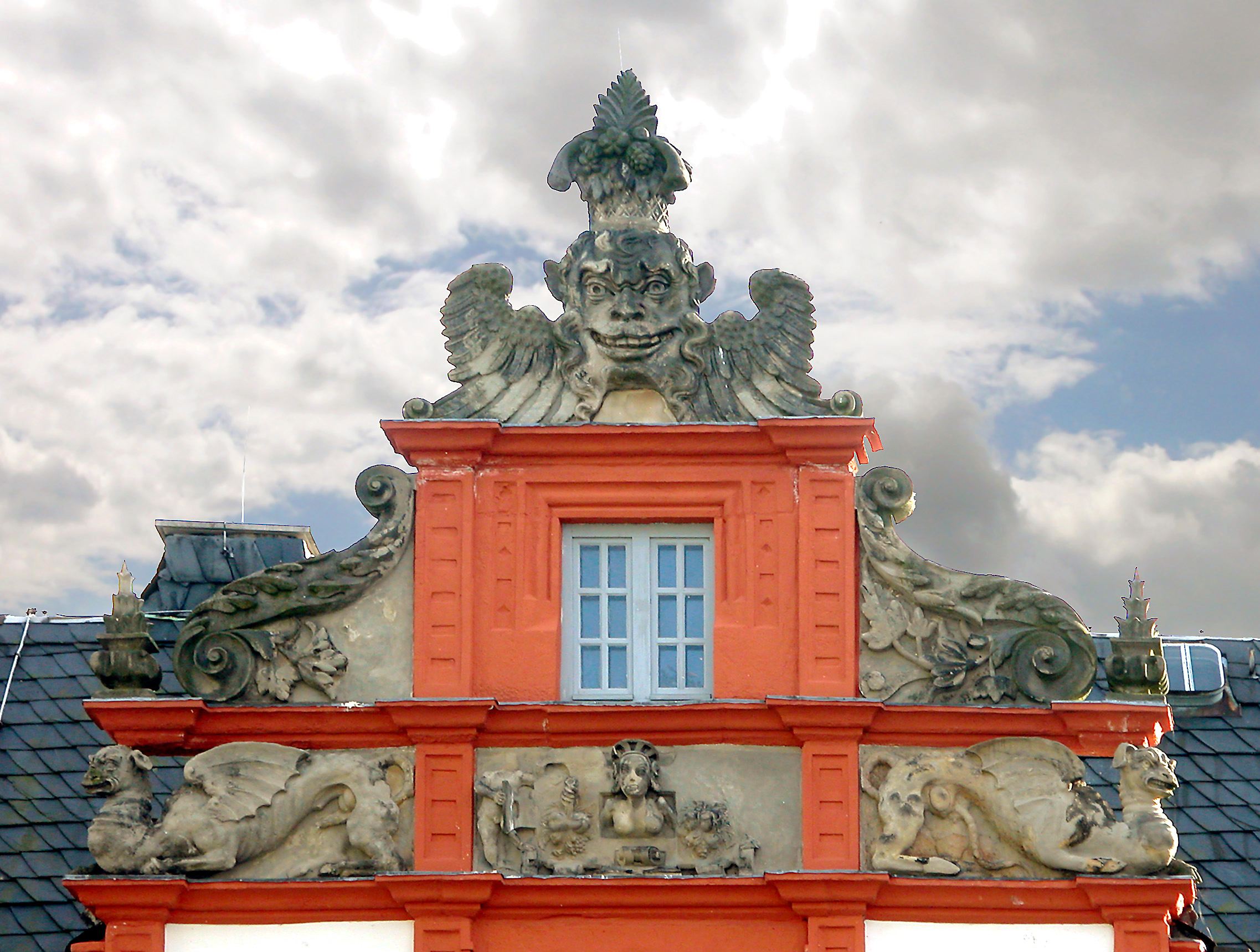
Zwerchhaus am Schloss Ehrenstein in Ohrdruf

Zwerchhäuser mit mehreren Fenstern
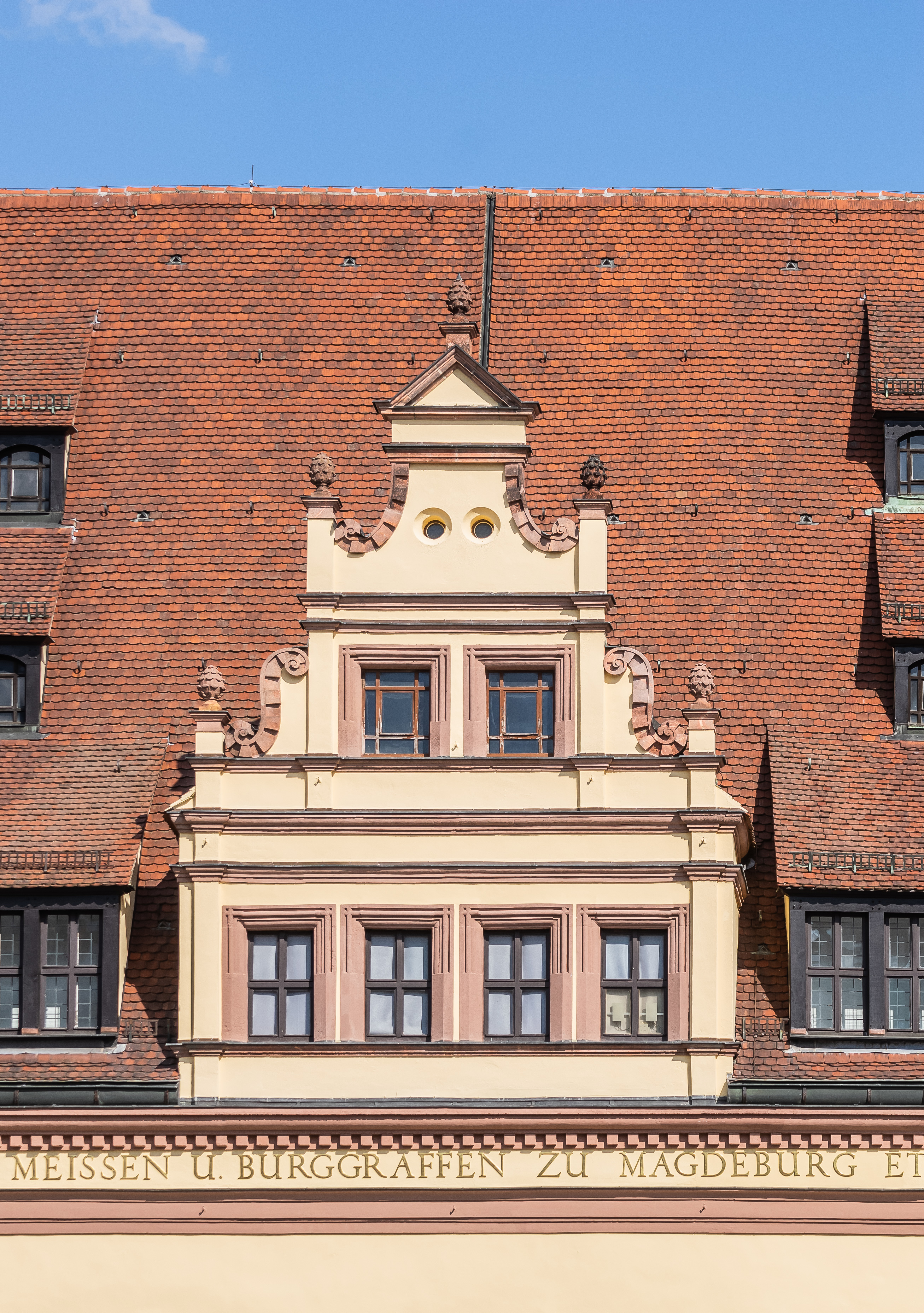
Zwerchhaus des Alten Rathauses in Leipzig im Stil der Sächsischen Renaissance
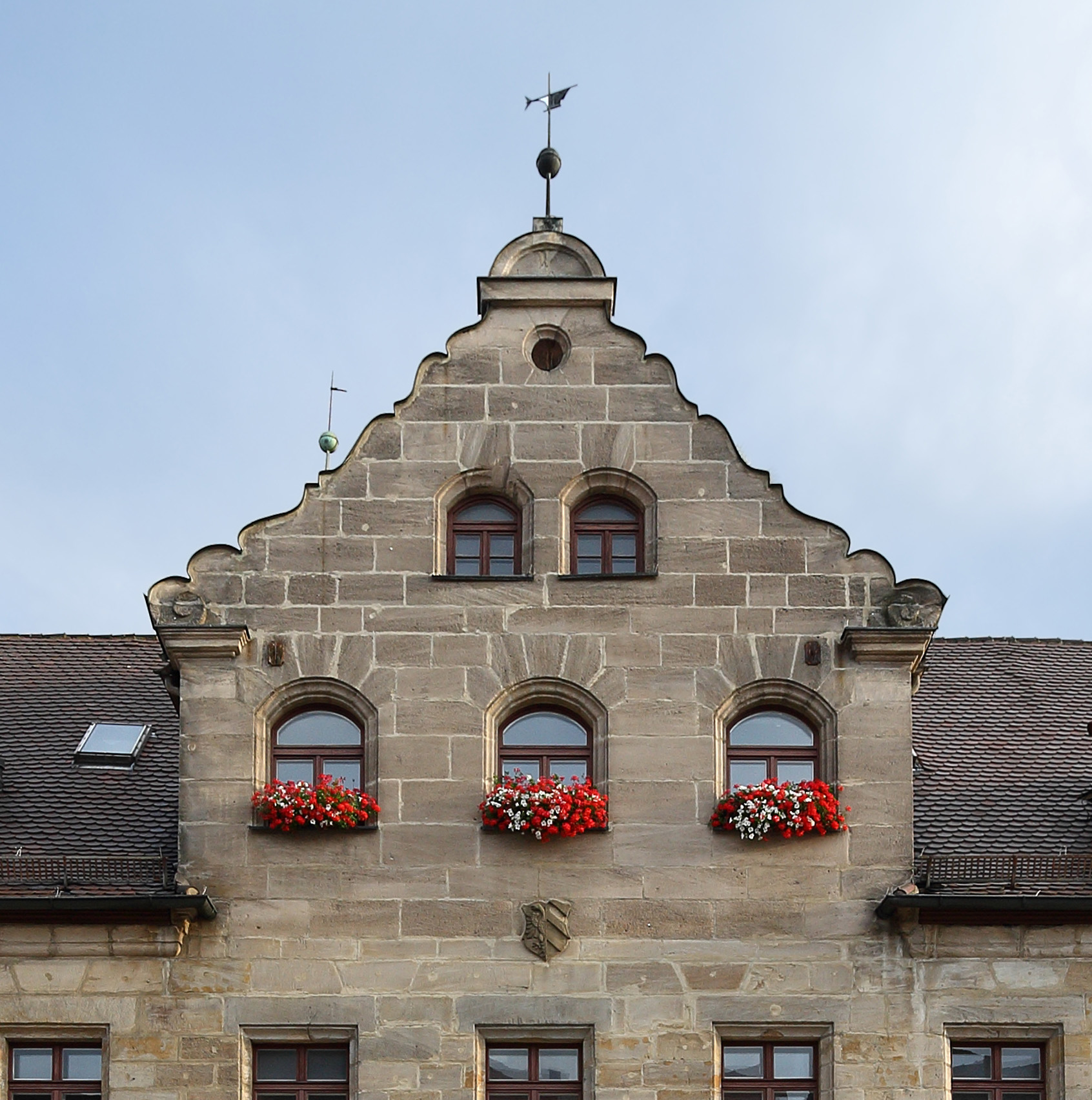
Mehrgeschossiges Zwerchhaus am Alten Rathaus in Altdorf bei Nürnberg
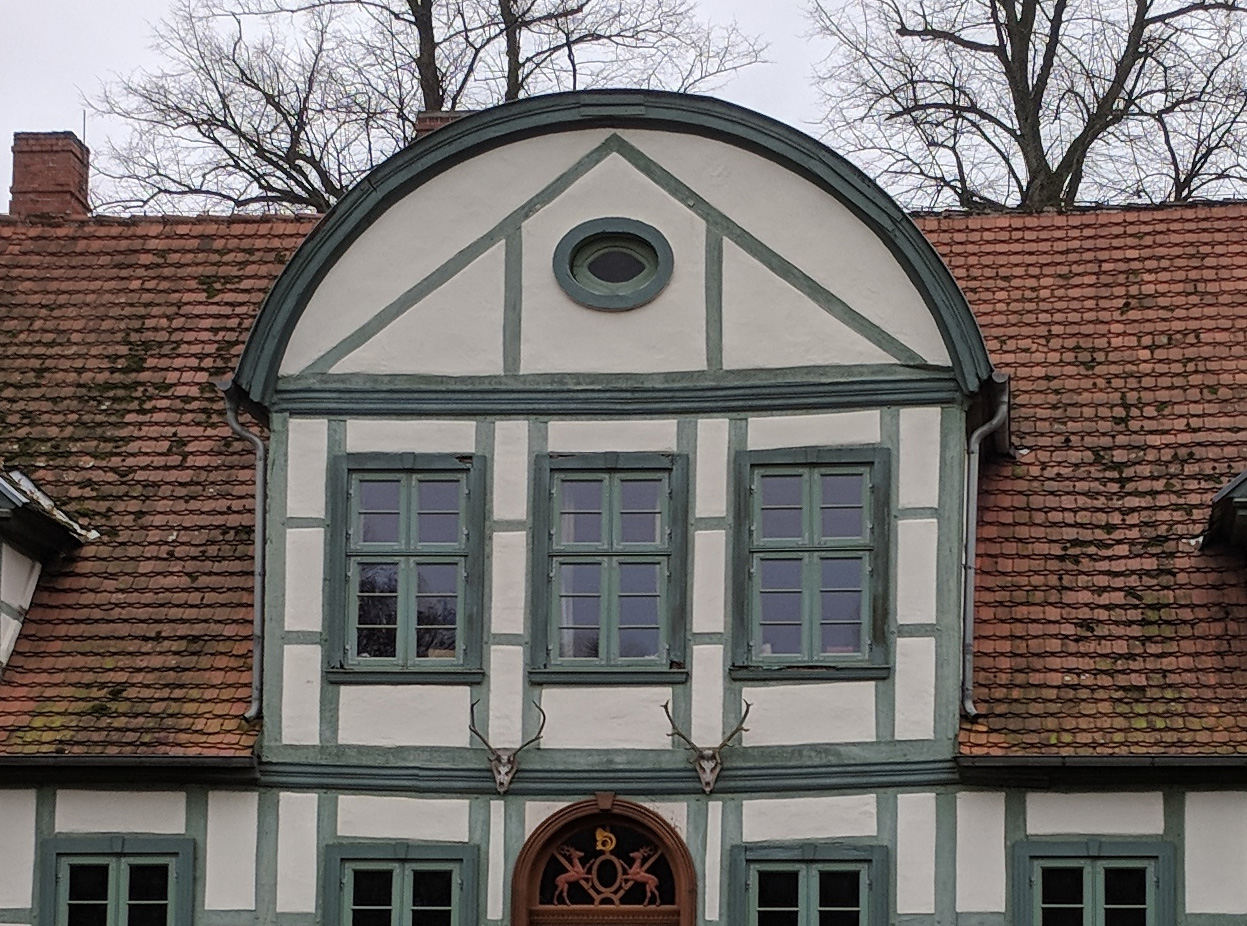
Zwerchhaus des Jagdschlosses Friedrichsmoor in Neustadt-Glewe
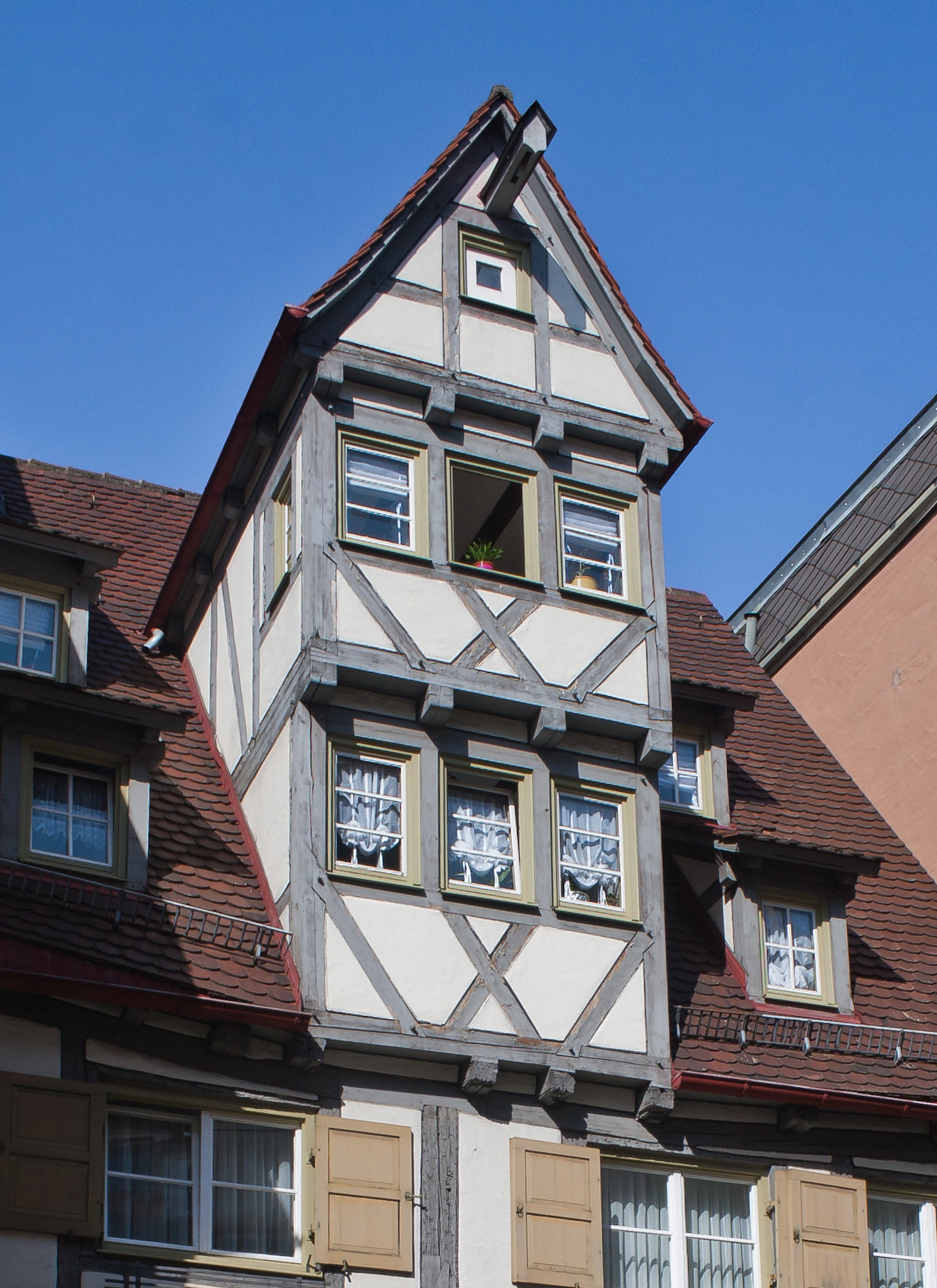
Mehrgeschossiges Zwerchhaus in Ulm
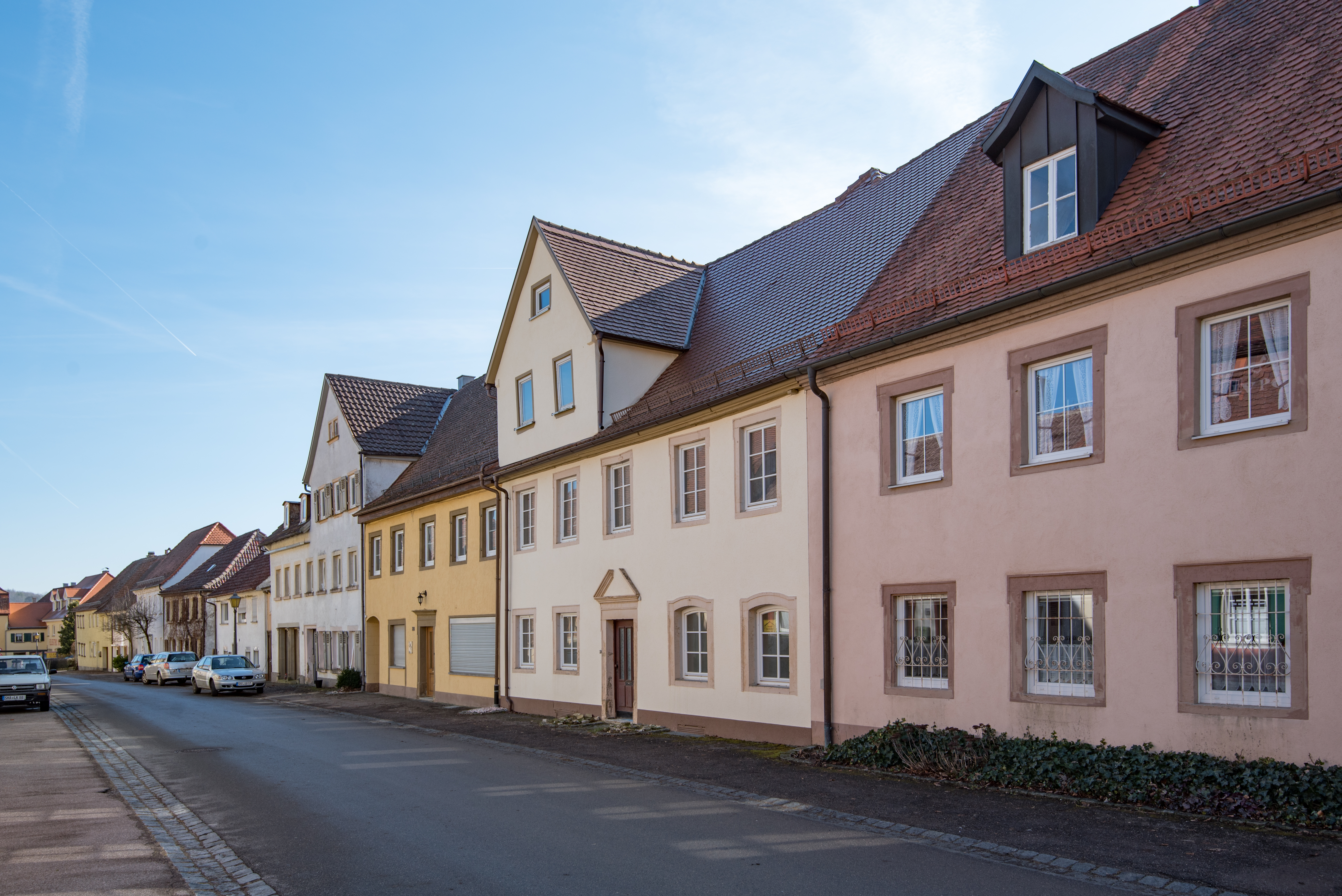
Zwei Zwerchhäuser in der barocken Altstadt Bartenstein (Baden-Württemberg), ganz rechts dagegen eine typische Gaube
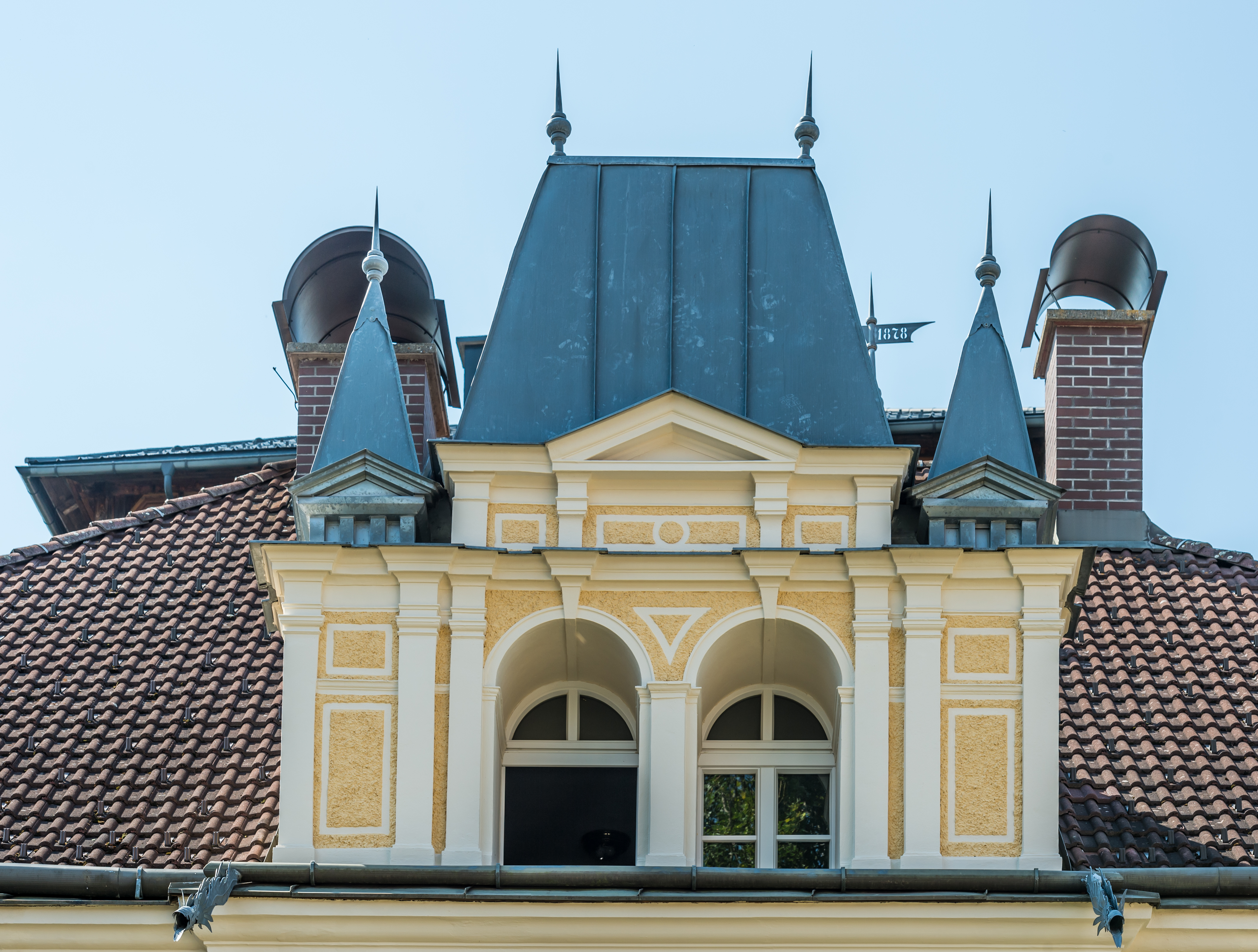
Zwerchhaus des Annahofs in Althofen

## Herkunft und Entwicklung

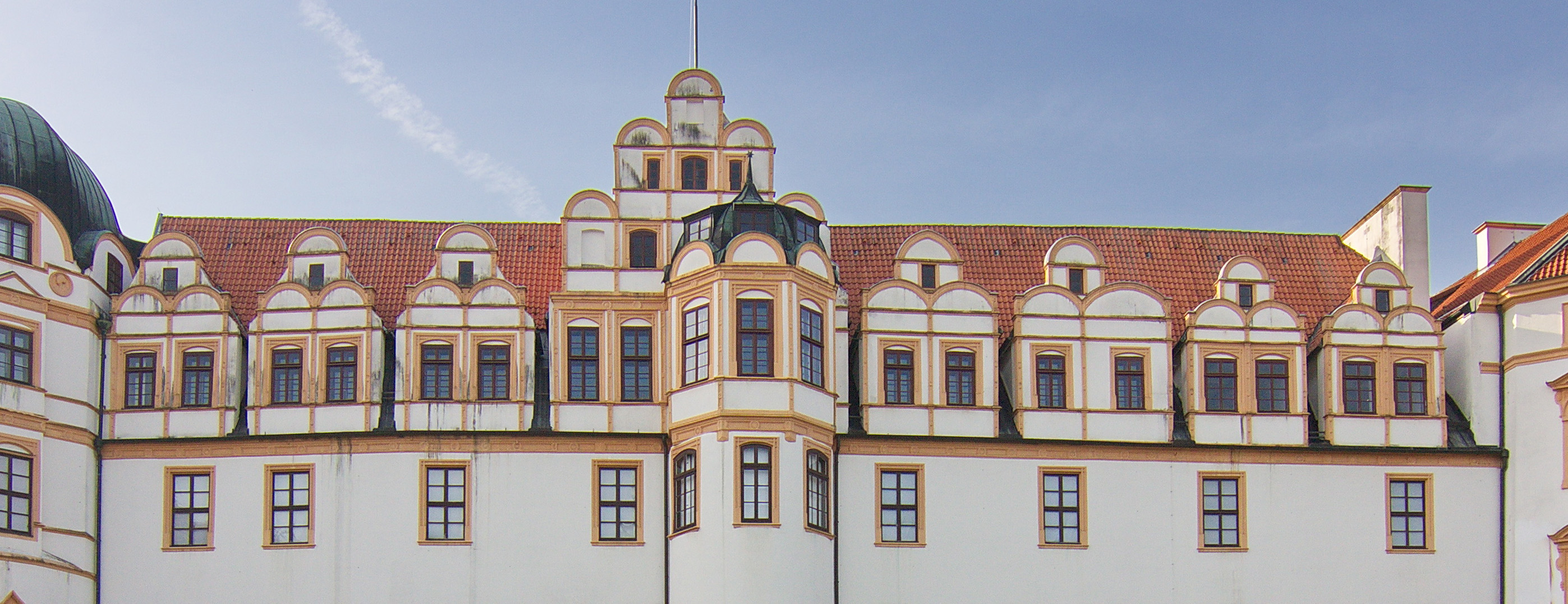
Aneinanderreihung von Zwerchhäusern an der Ostfassade des Celler Schlosses

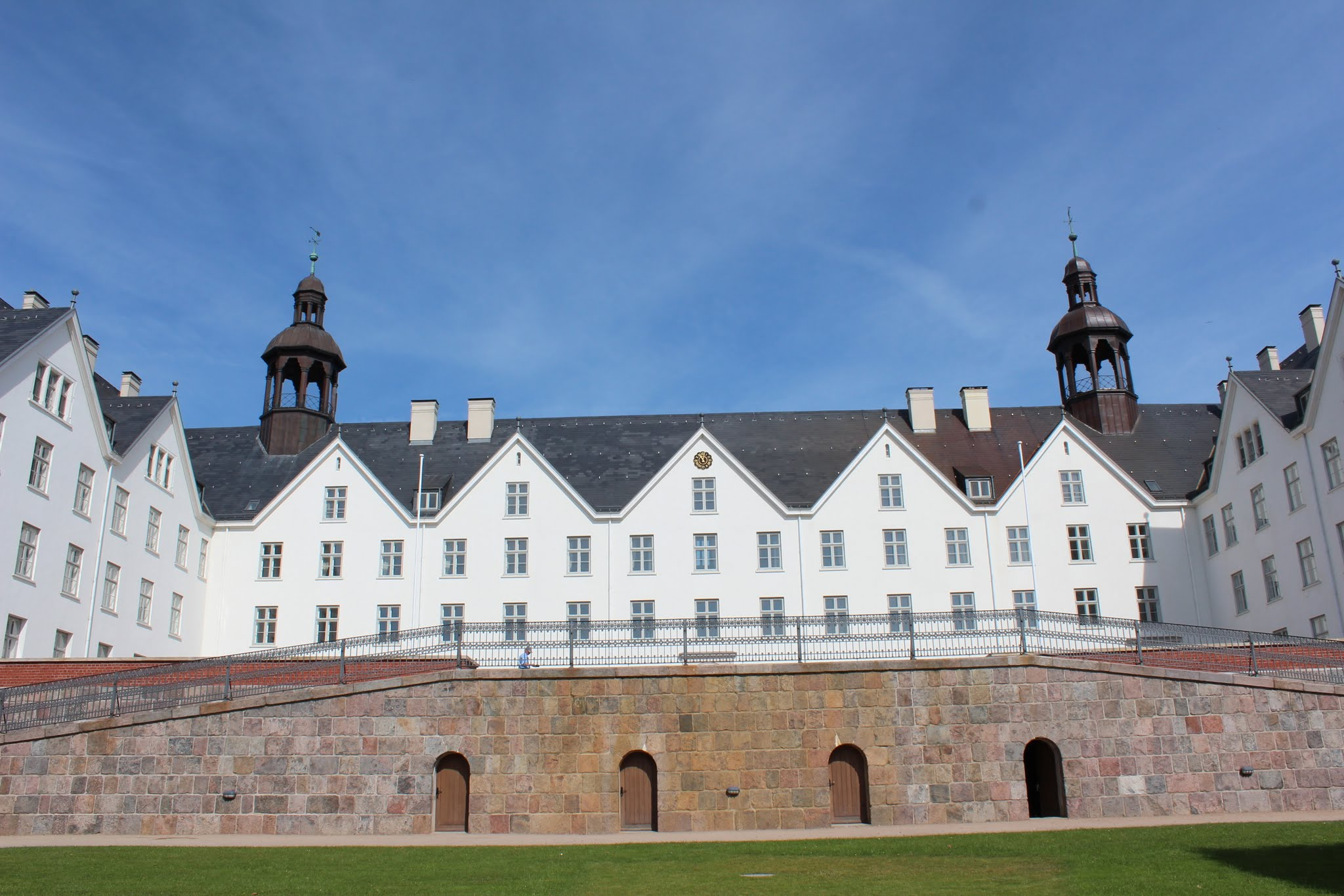
Zwerchgiebel am Schloss Plön, Schleswig-Holstein

In der Spätromanik und Gotik entstanden immer steiler werdende Dachformen, die oft mehrere Geschosse hoch waren. Nach einer Überlegung von Emanuel Viollet-Le-Duc soll die Erfindung des Zwerchhauses damit zusammenhängen, weil damit gewonnener Raum als Speicher nutzbar werden konnte. In den mittelalterlichen Städten wurden Zwerchhäuser mit Ladeluken gebaut, über die das Speichergut mittels Seilzügen in den Dachboden gebracht und von dort wieder heruntergehoben werden konnte. Mehrgeschossige Zwerchhäuser, wie sie zum Beispiel an der Mauthalle in Nürnberg vorkamen, besaßen entsprechend mehrere Ladeöffnungen übereinander. Diese Form eines Zwerchhauses wird deshalb auch als Aufzugsgiebel (auch Aufzugsgaube) bezeichnet.
In Frankreich entwickelten sich Lukarnen zuerst an Schlossbauten. Dort traten sie erstmals im ausgehenden 14. Jahrhundert auf, um im Dachgeschoss von Schlössern und Palais zusätzlichen Wohnraum zu schaffen. Es handelte sich zu jener Zeit um kleine Dacherker mit meist nur einem senkrecht stehenden Fenster, auch Kappfenster genannt. Bei hohen Dachwerken ermöglichten tragende Binder das Einfügen der Quergiebel und damit eine bessere Belichtung des Dachraums. Erst nur vereinzelt anzutreffen, entwickelten sich Lukarnen zu einem wesentlichen Element der französischen Schlossbaukunst in der Spätgotik und Renaissance, das in der zweiten Hälfte des 15. Jahrhunderts in einer Aneinanderreihung vieler nebeneinanderstehender Lukarnen gipfelte. Erste Beispiele für Lukarnen im Stil des Flamboyants finden sich zum Beispiel am Palais Jacques-Cœur in Bourges und dem Logis Royal des Schlosses Loches. Von Frankreich aus fand die Lukarne Verbreitung in der europäischen Architektur und entwickelte sich zu größeren Zwerchhäusern, die ein charakteristisches Architekturelement der deutschen und niederländischen Renaissance und des Barocks waren. Früheste Beispiele für Lukarnen in Deutschland finden sich an der Albrechtsburg in Meißen, an der die französischen Vorbilder noch deutlich erkennbar sind, auch wenn die lotrechte Anordnung über den darunter liegenden Fenstern nicht ganz eingehalten wird. Bei späteren Bauten wie zum Beispiel dem Celler Schloss und Schloss Hartenfels in Torgau hat sich die schlanke Lukarne schon zu einem breiten Zwerchhaus verändert. Bei einigen Hallenkirchen und Rathäusern entstanden daraus auffällige „Giebelkränze“, die von den Architekturhistorikern Uwe Albrecht und Urs Boeck als „Hoheitsform“ gedeutet wurden.
In der zweiten Hälfte des 17. Jahrhunderts wurden die Zwerchhäuser schließlich von der Mansarde abgelöst, sind aber bis heute auch noch an Gebäuden jüngeren Datums zu finden.
Der Basler Zimmermeister und Architekturtheoretiker Daniel Hartmann erwähnte die „Querch=häuser“ in seiner 1688 erschienenen Burgerlichen Wohnungs-Baw-Kunst nur kurz, weil er in ihnen einen Ursache für Bauschäden sah und verurteilte sie daher als „wegen der Kehlen sehr schädlich“.
Dachaufbauten mit Zwerchhäusern verändern eine Dachlandschaft wesentlich stärker als einfache Gauben oder Dachflächenfenster. Ein nachträglicher Dachaufbau kann daher bei Baubewilligungsbehörden oder der Denkmalpflege auf Einwände stoßen.